# Бартіш Михайло Ярославович
Михайло Ярославович Бартіш (нар. 1 березня 1941) — учений-математик. Доктор фізико-математичних наук, професор. Академік АН ВШ України з 2009 р. Заслужений професор Львівського університету (2015).

## Біографія
Народився у селі Соколівка Буського району Львівської області. У 1957 р. закінчив Соколівську середню школу і вступив на механіко-математичний факультет Львівського державного університету ім. Івана Франка, який закінчив у 1962 р. за спеціальністю «математика». У 1962—1965 рр. працював асистентом кафедри обчислювальної математики. В 1964 р. вступив в заочну аспірантуру при Інституті математики АН УРСР, а з жовтня 1965 р. переведений в очну аспірантуру, яку закінчив у січні 1968 р. З 1968 р. по 1969 р. працював на посаді ст. викладача кафедри обчислювальної математики. У травні 1968 р. захистив кандидатську дисертацію за спеціальністю «обчислювальна математика». З 1969 р. по 1973 р. працював на посаді доцента кафедри обчислювальної математики (звання доцента присвоєно у 1971 р.). З 1968 р., з невеликою перервою, по 1974 р. працював заступником декана механіко-математичного факультету. З 1973 р. працює на кафедрі теорії оптимальних процесів. В період з 1973 по 1975 рр. та з 1986 по 1991 рр. — на посаді доцента кафедри, понад 25 років завідує кафедрою теорії оптимальних процесів (з 1975 р. по 1986 р. і з 1991 р. по даний час).

## Наукова діяльність
Наукові інтереси: розробка нових числових методів розв'язування нелінійних функціональних рівнянь і задач на екстремум.
Має понад 150 наукових та навчально-методичних розробок, з них понад 50 у журналах з переліку ВАК України, є автором посібника: «Методи оптимізації, Теорія і алгоритми» (2006) з грифом МОН України; співавтор підручника «Дослідження операцій» у двох частинах (2007) з грифом МОН України, співавтор монографії, автор 3 навчальних видань обсягом понад 100 стор. кожне, співавтор навчального посібника «Теорія ігор» (2005). Підготував 6 кандидатів наук.
Член експертної ради ДАК при Міністерстві освіти і науки з природничих наук і математики, член експертної ради ВАК України з інформатики та кібернетики (група спеціальностей 01.05). Член спеціалізованої вченої ради К 35051.07 при Львівському національному університеті ім. Івана Франка.

## Джерело
- Академія наук вищої школи України. 1992—2010. Довідник

| Володимир Вернадський | Це незавершена стаття про українського науковця. Ви можете допомогти проєкту, виправивши або дописавши її. |